# جاي د. بارنت
جاي د. بارنت (بالإنجليزية: J. D. Barnett)‏ هو لاعب كرة قاعدة أمريكي، ولد في 10 يناير 1944 في ميدفيل في الولايات المتحدة.

## روابط خارجية
- جاي د. بارنت على موقع كلية كرة السلة في سبورتس رفرنس.كوم (الإنجليزية)